# Wufeng Shan
Wufeng Shan (chinesisch 無縫山 Nahtloser Hügel) ist ein 130 m hoher, bogenförmiger Hügel an der Ingrid-Christensen-Küste des ostantarktischen Prinzessin-Elisabeth-Lands. Er ragt südöstlich des Lake Sibthorpe bzw. nordwestlich des Progress Lake in den Larsemann Hills auf.
Chinesische Wissenschaftler benannten ihn 1993 im Zuge von Vermessungsarbeiten.